# Шёпот стен (серия фильмов)
Шёпот стен (кор. 여고괴담, ёго кведам — примерный перевод «история с привидениями, случившаяся с ученицей высшей школы») — серия южнокорейских фильмов ужасов о призраках. Серия использует единый сеттинг — события происходят в южнокорейских женских высших школах, но фильмы не соединены сквозным сюжетом или персонажами. Серия известна тем, что послужила причиной взрыва популярности Новой волны корейского кинематографа, а также остросоциальной тематикой, затрагивающей такие табуированные ранее в корейском кинематографе темы, как авторитаризм в жестоком южнокорейском школьном образовании, гомосексуальные отношения и подростковые самоубийства, рассмотрение которых стало возможным из-за либерализации цензурных ограничений.

## История
В конце 90-х годов сценарист О Кимин написал сценарий Шёпота стен и предлагал его разным кинокомпаниям, но он ни одну из них не заинтересовал. Через некоторое время продюсер Ли Чхунён заинтересовался японским фильмом ужасов о призраках в школе (Школьные привидения) и решил, что подобный тип фильма ужасов мог бы быть интересен корейской аудитории. Так как многие корейские школы имеют свои собственные страшные байки о событиях, якобы происходивших в них, Чхунён думал спродюсировать современную киноверсию таких историй. Также Ли утверждал, что ещё одним мотивом послужила его нелюбовь к грубой южнокорейской школьной системе образования. Продюсер полагал, что удачным местом действия будет школа для девушек: «Это место, которое возбуждает мужское любопытство, место, где мужчина никогда не был, но которое его привлекает. С противоположной стороны, для женщины это окружение, которое может вызывать ностальгические чувства».
Первый фильм имел грандиозный коммерческий успех (второе место в прокате среди корейских фильмов 1998 года выпуска после мелодрамы «Обещание»), что предопределило создание нескольких сиквелов. Фильмы серии не имеют никаких прямых отсылок друг к другу, так как продюсер имел концепцию Шёпота стен как «бренда», а не как цельной истории.

## Фильмы
| Фильм                    | Режиссёр(ы)                                      | Сценарист(ы)                                                                              | Продюсер                |
| ------------------------ | ------------------------------------------------ | ----------------------------------------------------------------------------------------- | ----------------------- |
| Шёпот стен (1998)        | Пак Кихёнъ (кор. 박기형)                         | Ин Джонъок (кор. 인정옥) Пак Кихёнъ (кор. 박기형)                                         | Ли Чхунён (кор. 이춘연) |
| Помни о смерти (1999)    | Ким Тэёнъ (кор. 김태용) Мин Кюдонъ (кор. 민규동) | Ким Тэёнъ (кор. 김태용) Мин Кюдонъ (кор. 민규동)                                          | Ли Чхунён (кор. 이춘연) |
| Ступени желаний (2003)   | Юн Джэён (кор. 윤재연)                           | Ким Суа (кор. 김수아) Ли Ёнъён (кор. 이용연) Ли Синэ (кор. 이신애) Ли Соёнъ (кор. 이소영) | Ли Чхунён (кор. 이춘연) |
| Голос (2005)             | Чхве Икхван (кор. 최익환)                        | Чхве Икхван (кор. 최익환)                                                                 | Ли Чхунён (кор. 이춘연) |
| Кровавое обещание (2009) | Ли Джонъёнъ (кор. 이종용)                        | Ли Джонъёнъ (кор. 이종용)                                                                 | Ли Чхунён (кор. 이춘연) |

### Шёпот стен(1998)
В элитной школе для девочек бывшая ученица возвращается как новая молодая преподавательница. По мере того, как люди в школе погибают один за другим, становится ясно, что они становятся жертвами призрака бывшей ученицы этой школы — подруги преподавательницы, погибшей в школе ранее из-за их дружбы, но продолжающей в неё возвращаться под видом новой ученицы каждый год.
Фильм поднимает вопросы дружбы и её разрыва, переживаний и самоубийства подростков в рамках обличения бездушной жёсткой системы образования.

### Помни о смерти(1999)
Мина, опаздывая на занятия, находит около фонтана в школьном лобби бордовый дневник. В классе Мина открывает дневник и испытывает короткий приступ галлюцинаций. Дневник принадлежал двум девушкам из этой же школы, Хёсин и Сиын, которые были ближе, чем даже самые лучшие друзья. В то время как Мина погружается в мир дневника, в школе происходит самоубийство. Хёсин прыгает с крыши, а затем её дух начинает терроризировать школу.

### Ступени желаний(2003)
Две подруги-балерины, Джинсонъ и Сохи, становятся соперницами после начала ежегодного состязания, победительница которого будет участвовать в национальном конкурсе и выиграет стажировку в русской балетной школе. Лучшая балерина, Сохи, имеет все шансы выиграть, но по мере подготовки к состязанию становится ясно, что Джинсонъ хочет выиграть его сама. От волшебно похудевшей Хеджу Джинсонъ узнёт, что она похудела, воспользовавшись «лестницей желаний»: если проходить по лестнице около школы особым образом, то там появляется дополнительная, 29-я ступенька, на которой можно загадать желание, которое потом сбудется. Джинсонъ проходит по лестнице и загадывает, чтобы она выиграла состязание. После этого Сохи падает в лестничный пролёт и становится инвалидом, из-за чего совершает самоубийство, выбросившись из окна больницы. Без соперницы Джинсонъ легко выигрывает соревнования, однако Хеджу идёт на лестницу и загадывает, чтобы Сохи вернулась к жизни. Затем в школе начинается серия загадочных событий.

### Голос(2005)
В этом фильме показывается история Ёнъон, застенчивой ученицы, загадочно умершей во время пения в музыкальном классе школы. Даже после смерти голос Ёнъон слышен её лучшей подруге Сонмин. Привыкнув к этой странной ситуации, Сонмин пытается раскрыть обстоятельства смерти подруги. В это время школу сотрясает череда непонятных смертей.

### Кровавое обещание(2009)
Когда сестра героини Юджи́н совершает самоубийство, спрыгнув с крыши школы, Джонъон решает расследовать эти события. В результате она обнаруживает, что сестра и три её подруги образовали тайное общество с целью совместного совершения самоубийства, но что в последний момент на краю крыши только Юджин решилась прыгнуть. Теперь трое оставшихся подруг нарушили клятву на крови, и Юджин вернётся из могилы, чтобы отомстить.